# Степан Разін (фільм)
«Степан Разін» — радянський чорно-білий повнометражний художній фільм 1939 року, знятий на кіностудії «Мосфільм». Екранізація однойменної книги Олексія Чапигіна.

## Сюжет
Фільм розповідає про селянську війну під проводом козацького отамана Степана Разіна. Очоливши спочатку грабіжницький похід непокірних козаків в Персію, він піднімає потім народне повстання, намагаючись силою зброї знайти «правду народну». З усієї землі російської стікаються до нього бігли від тяжкої долі селяни. Разін бере одне місто за іншим і йде на Москву. Однак регулярним царським військам вдається зупинити загони повстанців під стінами Симбірська. Військо Разіна розгромлено, а сам він схоплений. Отаман мужньо виносить тяжкі тортури. Його стратять при великому скупченні народу в Москві.

## У ролях
- Андрій Абрикосов — Степан Разін
- Володимир Гардін — боярин розбійного наказу Ківрін
- Михайло Жаров — боярський син Лазунка
- Сергій Мартінсон — Федір Шпинь
- Іван Пельтцер — дід Тарас
- Освальд Глазунов — отаман Корній Яковлєв
- Ніна Зорська — перська княжна
- Петро Леонтьєв — цар Олексій Михайлович
- Олександр Чистяков — князь Барятинський
- Іван Бобров — осавул Разіна
- З. Баязедський — осавул Разіна
- А. Дулєтов — осавул Разіна
- Микола Макаренко — осавул Разіна
- Сергій Антимонов — астраханський воєвода
- Олександра Данилова — Фіма
- Іван Клюквін — Іван Разін / селянин
- Сергій Петров — дяк Юхим
- Інна Федорова — Дар'я
- Олена Кондратьєва — дружина Разіна, Олена
- Степан Муратов — Івашко Чорноярець
- П. Цимахович — Петро
- Олена Максимова — жінка в натовпі
- Микола Хрящиков — епізод
- Анатолій Папанов — епізод

## Знімальна група
- Автори сценарію: Олексій Чапигін, Іван Правов, Ольга Преображенська
- Режисери: Іван Правов, Ольга Преображенська
- Оператор: Валентин Павлов
- Художник: Володимир Єгоров
- Композитор: Олександр Варламов